# 조지아 룰
《조지아 룰》(영어: Georgia Rule)은 미국에서 제작된 게리 마셜 감독의 2007년 코미디 드라마 영화이다. 제인 폰다, 린지 로언, 펄리시티 허프먼, 더멋 멀로니, 개릿 헤들런드, 케리 엘위스 등이 출연하였고, 데이비드 로빈슨 등이 제작에 참여하였다.

## 출연
- 제인 폰다
- 린지 로언
- 펄리시티 허프먼
- 더멋 멀로니
- 개릿 헤들런드
- 케리 엘위스
- 로리 멧캐프
- 헥터 엘리존도
- 딜런 매클로플린
- 재커리 고든
- 크리스틴 레이킨
- 첼시 스웨인

## 기타 제작진
- 공동 제작: 보니 티머먼, 마이클 베스먼
- 배역: 팸 딕슨
- 미술: 앨버트 브레너
- 의상: 게리 존스